# Ribbeck (Adelsgeschlecht)

Wappen derer von Ribbeck

Ribbeck ist der Name eines märkischen Uradelsgeschlechts mit dem gleichnamigen Stammhaus Ribbeck bei Nauen im Havelland.

## Vorgeschichte
Kaiser Lothar III. (1075–1137) hatte 1134 den Grafen Albrecht von Brandenburg (1100–1170) mit der Nordmark belehnt. Nachdem Albrecht dieses Gebiet erobert hatte, wurde er in den Stand eines „Markgrafen von Brandenburg“ erhoben. Um seine Herrschaft zu sichern, rief er – gemeinsam mit dem Magdeburger Erzbischof Wichmann von Seeburg – Siedler in das Land. Die Ritter unter ihnen – also Adelige – erhielten von dem Markgrafen Ländereien als Lehen. Im Lehnsbrief des Kurfürsten Johann Cicero aus dem Jahre 1485 wurden bereits acht Mitglieder der Familie von Ribbeck in Ribbeck zu „gesampter hannt“ mit drei Gütern belehnt. Als Gegenleistung verpflichteten sie sich, Kriegsdienst zu leisten, das Land zu kultivieren sowie für die Verbreitung des christlichen Glaubens zu sorgen. Vermutlich kam auch die Familie der von Ribbeck im Zuge dieser Einwanderung aus dem Westen des Reiches hierher.

## Geschichte
Erster namentlich aufgeführter Ribbeck ist Heinricus de Ritbeke, Domherr und Priester an St. Gotthard zu Brandenburg, der am 4. August 1237 urkundlich erwähnt wird. Dass Henricus de Ritbeke ein Priester an der Sankt Gotthardkirche zu Brandenburg war, geht aus folgendem Text hervor:

„214. Der Convent des Stiftes Brandenburg bestätigt die Schenkung des Bischofs Germand. Brandenburg 1237. Aug 4.: „…Hujus autem rei testes sunt: Heinricus de Ritbeke plebanus de sancto Godehardo, […] Datum Brandeburg anno Domini Mo.CCo.XXXVIIo, IIo. Nonas Augusti.“ (deutsch: …Folgende Zeugen: Heinrich von Ritbeke, Leutpriester von St. Sankt Gotthard …“

Im Jahr 1282 wird Johann von Ribbeck urkundlich erwähnt. Die Präsenz der Familie im Dorf Ribbeck ist im Landbuch Kaiser Karls IV. seit 1375 dokumentarisch belegt. Die sichere Stammreihe des Geschlechts beginnt mit Asmus von Ribbeck (1485–1508 urkundlich auf Ribbeck). Das Geschlecht teilte sich im 16. Jahrhundert in zwei Linien:
- die Osthavelländische Linie auf Glienicke; sie beginnt mit Georg von Ribbeck (1523–1593).
- die Westhavelländische Linie auf Ribbeck; sie beginnt mit Christoph von Ribbeck (1524–vor 1600).

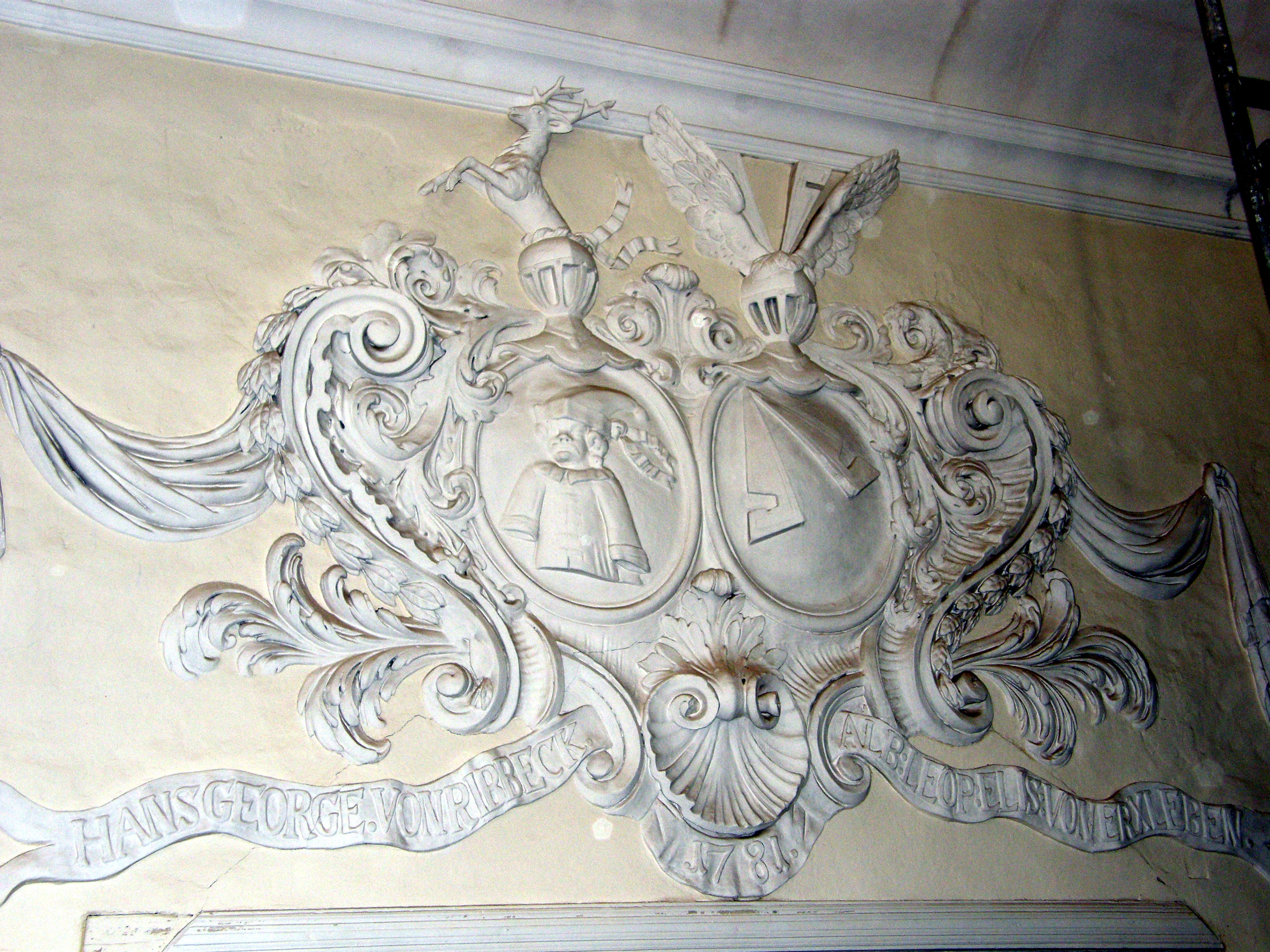
Wandrelief in der Seegefelder Dorfkirche

In der ehemaligen Dorfkirche Seegefeld (die heute zur Stadt Falkensee gehört) sind einige Angehörige dieses Adelsgeschlechts beigesetzt. Ein Wandrelief nennt beispielsweise „Theodosia von Ribbeck † 1781“ sowie „Hans George von Ribbeck – Alb:Leop:Elis.von Erxleben 1781“. Das Gutshaus Bagow befand sich von 1772 bis 1944 in Besitz der Familie. Nach Zwangsverwaltung und Enteignung kauften Nachfahren das Herrenhaus und zugehörenden Grund 1997 zurück. Die Besitzungen in Groß Glienicke, Hoppenrade, Dyrotz, Seegefeld, Dallgow, Neuendorf, Boßdorf, Assau und Horst sowie das Ribbeck-Haus in der Berliner Breitestrasse wurden in schwierigen Zeiten vom osthavelländischen Zweig der Familie jedoch wieder verkauft.
Die Herren von Ribbeck wurden durch Theodor Fontanes Gedicht Herr von Ribbeck auf Ribbeck im Havelland weithin bekannt. Das reale Vorbild für Fontanes Figur war wahrscheinlich Hans Georg von Ribbeck (1689–1759), der für seine Kinderfreundlichkeit bekannt war.

## Vorfahren
Asmus von Ribbeck (*vor 1458; † zwischen 1508 und 1513)
- Matthias I. von Ribbeck, Herr auf Dyrotz Ribbeck und Hoppenrade (* vor 1513; † nach 1555)
  - Georg Jürgen von Ribbeck, Herr auf Glienicke und Seegefeld (* 1523 in Ribbeck; † 1593 in Cölln), Gründer der Glienicke-Linie
  - Christoph von Ribbeck, Herr auf Ribbeck (* um 1524, † um 1600), Gründer der Ribbecker-Linie
  - Hans von Ribbeck (* vor 1564; † nach 1575)
  - Joachim I. (d. J.) von Ribbeck (*vor 1561; † um 1605)
    - Joachim Friedrich von Ribbeck (* vor 1600; † um 1617)
    - Matthias II. von Ribbeck (* vor 1600; † nach 1644)

## A. Glienicker-Linie (Osthavelländer)

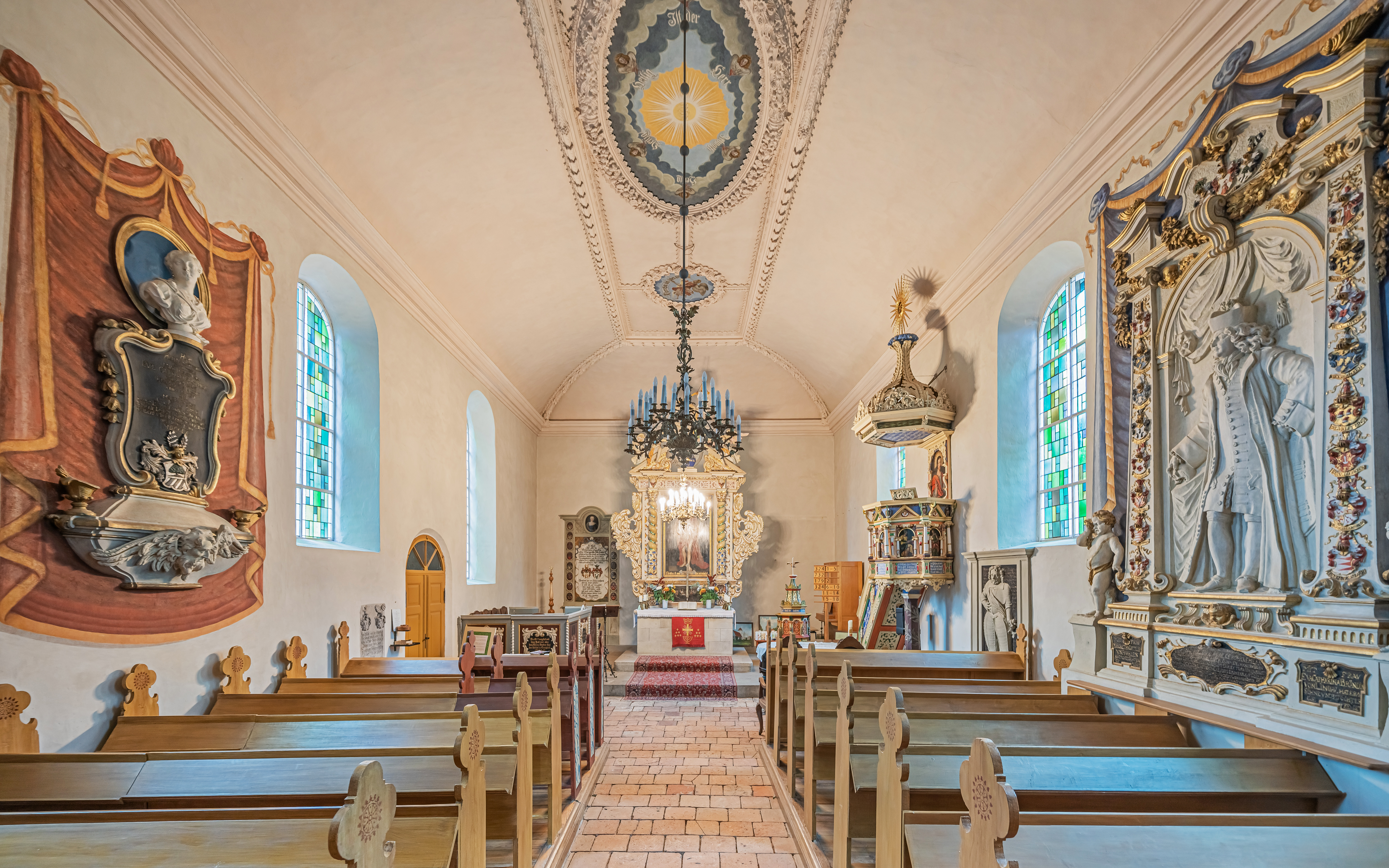
Dorfkirche Groß Glienicke, re. im Bild das gr. Epitaph für den Gutsherrn Hans (Johann) Georg (III.) von Ribbeck

Georg Jürgen von Ribbeck, Herr auf Glienicke und Seegefeld (1523–1593)
- Hans Georg I. von Ribbeck (* 1577 in Spandau, Berlin; † 1647 in Berlin), kurbrandenburgischer Beamter, Erbherr und Kommandant von Spandau, Erbauer des Ribbeck-Hauses[8]
  - Hans Georg II. von Ribbeck (* 1601; † 1666), kurbrandenburgischer Kammerherr, Erbherr, Amtshauptmann und Kommandant von Spandau,
    - Hans Georg III. von Ribbeck (* 1639; † 1703 in Groß Glienicke), Dekan, Domherr, Landrat, Direktor d. Kurmärkischen Ritterschaft, Gutsbesitzer[9][10]
      - Christoph Friedrich von Ribbeck (* 1689; † 1774)[11]
      - Hans Georg IV. von Ribbeck (* 1685; † 1729)
        - Hans Ludwig von Ribbeck (1695 in Seegefeld; † 1755 in Kropstädt)
          - Hans Georg V. von Ribbeck (* 1728 in Seegefeld; † 1784 ebd.)
            - Hans Georg VI. von Ribbeck (* 1769; † 1770)
              - Hans Georg VII. von Ribbeck (* 1776 in Seegefeld; † 1838 in Horst, Prignitz)
                - Hans Georg VIII. von Ribbeck (* 1809; † 1861)
                - Friedrich Ludwig II. (* 1812; † 1851)
                  - Hans Georg IX. von Ribbeck (* 1850; † 1878)

                - Otto Wilhelm von Ribbeck (* 1815; † 1873), preußischer Generalmajor
                  - Hans Georg X. von Ribbeck (1862–1874)
                  - Wilhelm Otto Max von Ribbeck (1872–1945)
                    - Hans-Georg von Ribbeck (1904), Dr. jur. et. rel. pol., Landrat a. D.
                    - Wilhelm Otto Hans Georg (1907–1945), Koch in München und für Kaiser Wilhelm II.[12]
                      - Eberhard von Ribbeck (1941), Kapitän, Oberleutnant z. See d. R., verheiratet mit Marlies Thiede, Tochter Stephanie
                      - Joachim von Ribbeck (1942), Studiendirektor, verheiratet mit Ingrid Meyer, Töchter Ulrike und Gesine

                    - Hanna-Berta von Ribbeck (1910), verheiratet mit Guido Lancelle (Familienchronist)
                    - Dieter von Ribbeck (1916–1944), Hauptmann, verheiratet mit Christa Krüger, keine Nachfahren

## B. Ribbecker-Linie (Westhavelländer)

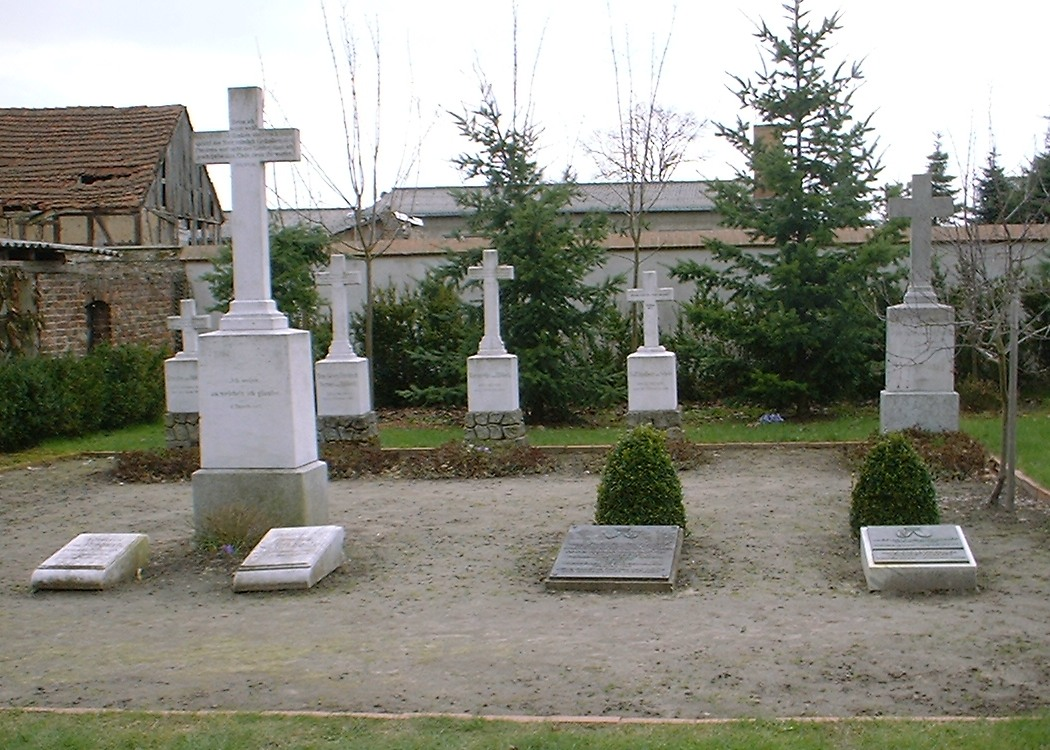
Familienfriedhof der Familie von Ribbeck in Ribbeck

Christoph von Ribbeck, Herr auf Ribbeck (* um 1524, † um 1600)
- Adam Christoph von Ribbeck (1600–1639)
  - Erdmann Otto von Ribbeck (1639–1689)
    - Otto Christoph II. von Ribbeck (1675–1728)
      - Otto Christoph III. von Ribbeck

    - Hans Georg I. von Ribbeck (1689–1759), Bezugsperson zu Theodor Fontanes Gedicht: Herr von Ribbeck auf Ribbeck im Havelland
      - Otto Karl Friedrich von Ribbeck (1729–1800)
        - Hans Georg Karl (1772–1804)
          - Hans Georg Karl Friedrich Ernst (1799–1882), Schiedsmann[13]
            - Hans Karl Werner (1828–1861)[14]
              - Hans Georg Henning von Ribbeck (1856–1896)[15]
                - Hans Georg Karl Anton von Ribbeck (1880–1945), Rittmeister, Widerständler und Tod im KZ Sachsenhausen
                  - Hans Georg Friedrich Henning von Ribbeck (1907–1993), Grundbesitzer und Landwirt
                    - Hans Georg Henning Joachim von Ribbeck (* 1938)
                    - Hans Georg Friedrich-Karl von Ribbeck (* 1939), Gutsbesitzer und Betreiber einer heutigen Brennerei in Ribbeck

                  - Hans Georg Joachim Hermann von Ribbeck (* 1909), Grundbesitzer und Landwirt
                  - Hans Georg Siegfried von Ribbeck (* 1914; † 1944 (Ostfront))

                - Ehrengard von Ribbeck (1883–1931), Ehefrau des Landwirts Hans-Henning von Quast

  - Heinrich Ludwig von Ribbeck (1640–1720)
    - Heinrich Ludwig I.
      - Otto Ludwig II. (1705–1723)

## Zwei bedeutende Jahrhunderte
Im 19. und 20. Jahrhundert galt für die Familie, wie auch für andere Rittergutsbesitzer, die marktorientierte Produktion in der Landwirtschaft und die Erweiterungen der Besitzungen. „Bereits der erste bekannte Lehnbrief über Ribbeck aus dem Jahr 1485 zeigt, dass schon zu dieser Zeit mehrere Güter in dem Ort bestanden: Auf einem Rittersitz, zu dem vier Hufen Land gehörten, wohnten Teile von Ribbeck und seine Brüder, einen zweiten besaßen Klaus und Peter von Ribbeck. Ferner lebte ein gewisser Asmus von Ribbeck auf einem ehemaligen Bauernhof…“. Neben den Gutsbesitzern gingen aus dem brandenburgischen Geschlecht Beamte, Offiziere, Geistliche und Gelehrte hervor. Die familiären, durch Heirat bedingte, Erweiterungen fanden ihre verwandtschaftlichen Verbindungen mit den Familien von Bredow, von Witzleben, von Hammerstein-Equord, von der Schulenburg, von der Hagen, von Hake und weiteren Familien.
Während der nationalsozialistischen Herrschaft in Deutschland gab es zum Nationalsozialismus unterschiedliche Verhaltensweisen. Aus der osthaveländischen Linie war Dr. jur. Hans Georg von Ribbeck (1904–1987) Mitglied in der NSDAP, SS-Untersturmführer, Landrat von Soldin (Neumark) (1939) und von 1940 bis 1944 Militärverwaltungsrat in Frankreich. Von 1959 bis 1969 war er im Staatsdienst der BRD als Regierungsdirektor.

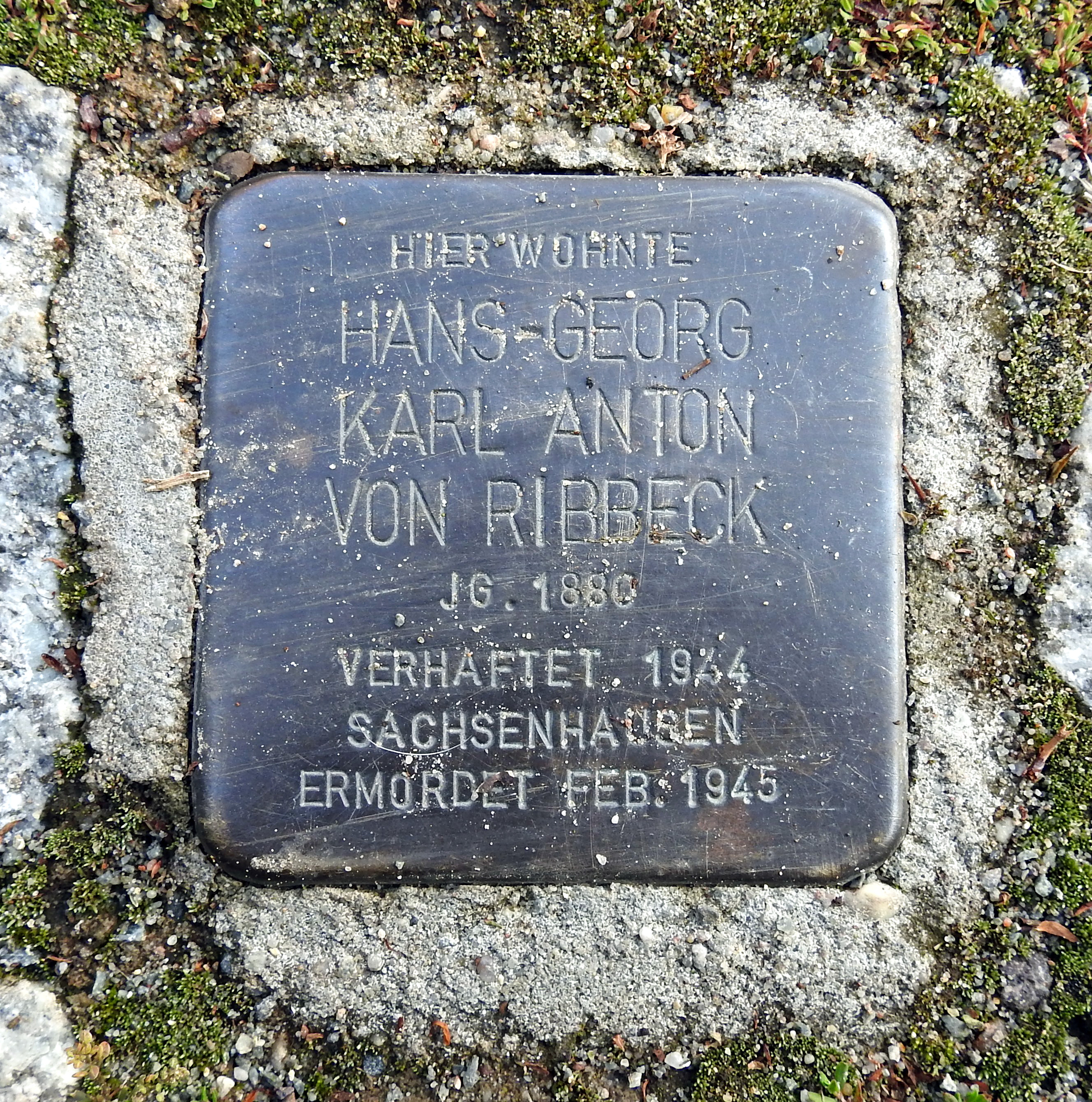
Stolperstein für Hans-Georg Karl Anton von Ribbeck in Ribbeck (2017)

Andererseits war da aus der westhävelschen Linie Hans Georg Karl Anton von Ribbeck auf Ribbeck, Rittmeister im Ersten Weltkrieg, in der Weimarer Republik Angehöriger des „Stahlhelm, Bund der Frontsoldaten“. Er widersetzte sich der Übernahme in die SA und gehörte keiner organisierten Widerstandsbewegung an. Im Juli 1934 wurde er in Verbindung mit dem „Röhm-Putsch“ gebracht und kurzzeitig in Haft genommen. Er wurde jedoch auf die Fürsprache Hindenburgs wieder auf freien Fuß gesetzt. Im Mai 1944 wurde er auf Grund eines Vorfalls auf den Ribbeckschen Feldern erneut als „Feind des Volkes“ verhaftet und in das KZ Sachsenhausen inhaftiert. Hier starb er im Februar 1945.
Hans Georg Friedrich-Karl (* 1939) war schließlich von 1933 bis 1943 der letzte Gutsbesitzer von Ribbeck. Im Oktober 1945 begann, im Zuge der Bodenreform in Ostdeutschland, die Aufteilung des Gutes und die Ribbecks wurden am 21. September 1945 zum Verlassen des Ortes gezwungen. Mit einer Ausnahmeregelung gelang es Henning von Ribbeck, eine kleine Siedlung zu bewirtschaften. Mit dem Befehl der der Sowjetischen Militäradministration vom 24. August 1947 (Befehl 6080) wurden alle Besitzansprüche revidiert und die Ribbecks sowie die anderen brandenburgischen Gutsbesitzer und Gutsverwalter ausgewiesen. Die Familie Ribbeck begab sich nicht, wie angeordnet, in den Kreis Perleberg, sondern zog zu ihren Verwandten in West-Berlin, später übersiedelte sie nach Westdeutschland.

## Neubeginn
Nach dem Ende der Deutschen Demokratischen Republik kam es nach einigen gerichtlichen Prozessen schließlich 1999 zu einem Vergleich. „Damit wurden sie – unter Verzicht auf die vorher gerichtlich festgestellte Berechtigung zur Rückgabe – auf der Grundlage des Einheitswertes von 1935 mit Geld entschädigt.“
Die beiden Linien sind nun wieder vereint, Dietrich von Ribbeck hat mit seiner Frau Cosima in Ribbeck einen Vierseithof gekauft und ausgebaut. Friedrich-Carl von Ribbeck, Enkel des letzten Herrn von Ribbeck und Bagow, ist nach Ribbeck zurückgekehrt. Er hat den völlig verfallenen alten Kutschpferdestall gegenüber dem Schloss Ribbeck und die ehemalige Brennerei in Ribbeck zurückgekauft, zusammen mit seiner Frau Ute neu aufgebaut und sich zum Ziel gesetzt, zusammen mit seinem Vetter Dietrich die über 777-jährige Familientradition in Ribbeck fortzusetzen.
Das Schloss ist weiterhin im Besitz des Landkreises Havelland, es wurde 2007 denkmalskonform renoviert und dient als Zentrum des havelländischen Tourismus den Besuchern als Anlaufstation mit Restaurant, Museum und Tagungsstätte.

## Wappen
Blasonierung: In Silber der rotgekleidete armlose Rumpf eines bärtigen Mannes mit roter Stulpenmütze. Auf dem rot-silber bewulsteten Helm mit ebenfalls rot-silbernen Decken ein wachsender achtendiger silberner Hirsch.

## Persönlichkeiten
- Ulrike von Ribbeck (* 1975), deutsche Filmregisseurin